# Pingstförsamlingen i Huskvarna
Pingstförsamlingen i Huskvarna, tidigare Filadelfiaförsamlingen i Huskvarna, är en pingstförsamling i Huskvarna i Sverige. Den bildades 1918. Pingstförsamlingen i Jönköping bildades 1924 som en utbrytning ur den.
2007 hade församlingen hela 700 medlemmar.

### Fotnoter
1. ↑  ”Historia”. Pingstförsamlingen i Jönköping. Arkiverad från originalet den 18 april 2013. https://archive.is/20130418152740/http://www.jonkoping.pingst.se/viewNavMenu.do?menuID=19. Läst 14 juli 2012.
2. ↑  Marianne Lundvall (20 februari 2007). ”Ny pastor i Huskvarna Pingst”. J-nytt. http://www.jnytt.se/ReadTips__6157.asp. Läst 14 juli 2012.[död länk]